# Suriname nos Jogos Pan-Americanos de 2007
O Suriname competiu nos Jogos Pan-Americanos de 2007 no Rio de Janeiro, no Brasil. Não conquistou nenhuma medalha.